# Брис, Дрю
Дрю Брис (англ. Drew Brees, род. 15 января 1979 года) — американский профессиональный игрок в американский футбол, ранее выступавший на позиции квотербека в клубе Национальной футбольной лиги «Нью-Орлеан Сэйнтс».

## Карьера
Брис успешно выступал за университет Пердью, установив два рекорда NCAA, 13 рекордов конференции Big Ten и 19 рекордов университета. Он был выбран на драфте НФЛ 2001 года во втором раунде командой «Сан-Диего Чарджерс».
Начиная с 2002 года Брис стал стартовым квотербеком «Чарджерс», а уже в 2004 году принял участие в Про Боуле. После травмы плеча в конце 2005 года, Дрю подписал контракт с «Нью-Орлеан Сэйнтс» и в 2009 году привёл команду к первому чемпионскому титулу. Выступая за «Сэйнтс» Брис несколько раз становился лидером НФЛ среди квотербеков по тачдаунам, пассовым ярдам и играм с 300 или более ярдов. В 2004 году он получил награду Возвращение года, становился лучшим игроком нападения в 2008 и 2011 годах, а также стал самым ценным игроком Супербоула XLIV. В 2010 году журнал Sports Illustrated назвал Бриса спортсменом года. Дрю Брис является лидером в истории НФЛ по проценту удачных пассов.
Он завершил свою карьеру после сезона 2020 для того, чтобы стать комментатором на NBC для Sunday Night Football.

## Личная жизнь
Брис женился в феврале 2003 года на Британни Дадченко, с которой познакомился ещё в университете. В браке у пары родилось трое сыновей: Бэйлен, Боуэн и Каллен, а также дочь — Райлен.
Дрю Брис стал лицом обложки игры Madden NFL 11.